# Antonio Pasquali
Antonio Pasquali (Verona, 1780 – 1847) è stato uno scultore italiano, di stile neoclassicista.

## Biografia
Nato a Verona, studia all'Accademia di Brera a Milano. A Milano lavora alla Fabbrica del Duomo come scultore dal 1808 al 1847, realizzando statue per le facciate laterali. Per l'Arco della Pace scolpisce il busto rappresentante la dea Pomona. È attivo anche a Vicenza.